# Нововолково (Московская область)
Нововолково — деревня в Рузском районе Московской области, центр сельского поселения Волковское. В деревне числятся 16 улиц. До 2006 года Нововолково было центром Волковского сельского округа.
Деревня расположена в центральной части района, в 8 километрах севернее Рузы, на северном берегу Озернинского водохранилища (ранее — правый берег реки Озерны), высота центра над уровнем моря 207 м. У западной окраины деревни проходит автодорога А108 Московское большое кольцо, Нововолково связано с Рузой и другими населёнными пунктами автобусным сообщением.
У восточной окраины Нововолково находилась деревня Дуброво, от которой сохранилась церковь Спаса Всемилостивого 1809 года постройки (другое название Церковь Спаса Всемилостивого в Нововолково)

## Население

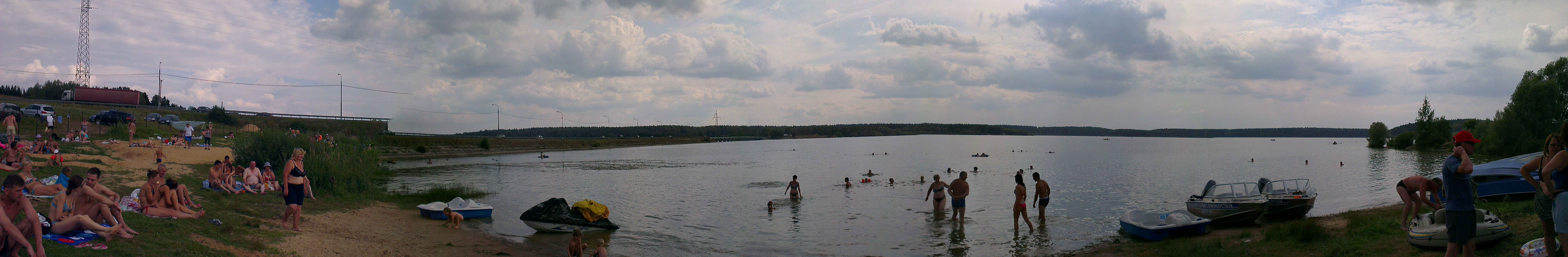

| 2002 | 2006  | 2010  |
| ---- | ----- | ----- |
| 1111 | ↗1132 | ↘1089 |